# Portrait d'un inconnu dit « Plancus »
Le portrait d'un inconnu dit « Plancus » est une statue romaine découverte à Lyon, représentant un homme un temps identifiée comme Munatius Plancus, fondateur de la colonie de Lugdunum.

## Découverte
La statue fut découverte en 1823 à Lyon, au no 3 de la place Sathonay, près du Jardin des plantes. 

## Description
Cette sculpture très réaliste représente un homme, au visage crispé et légèrement incliné vers la droite. Les rides qui marquent le front atteste qu'il s'agit d'un homme d'âge mûr. Ses traits montrent une crispation, voire une anxiété au niveau des sourcils.

## Identification
La personne représentée par ce buste a dans un premier temps été identifiée par Amable Audin comme Munatius Plancus, le sénateur romain qui a fondé la ville de Lugdunum, où ce buste a été découvert. Cette identification a été mise en doute par l'étude d'Emmanuelle Rosso,. En effet, aucun portrait du sénateur n'est connu avec certitude. De plus bien que le style de la sculpture se rapproche du "style pathétique", que l'on retrouve sur des portraits de Cicéron - reconnaissable ici aux yeux globuleux, à la dissymétrie des deux parties du visage et à la légère ouverture de la bouche - il est possible que ce buste date en réalité du Ier siècle apr. J.-C. Il serait alors inspiré de modèles plus anciens. 
Si l'identité de l'homme représentée reste inconnue, la qualité de l'œuvre atteste l'importance du personnage représenté.

## Expositions
Cette statue a été présentée lors des expositions suivantes :
- exposition Claude, un empereur au destin singulier, de décembre 2018 à mars 2019 au Musée des Beaux-Arts de Lyon[2].